# Klaus-Peter Arnold
Klaus-Peter Arnold (* 10. Mai 1939; † 7. Oktober 2024) war ein deutscher Kunsthistoriker.

## Leben
Klaus-Peter Arnold studierte Germanistik, Kunsterziehung und Kunstgeschichte an der Karl-Marx-Universität Leipzig und war an der Zentralschule Mühlen Eichsen als Oberstufenlehrer und Kreisfachberater für Kunsterziehung (Kreis Gadebusch) tätig. Ab 1970 war er wissenschaftlicher Mitarbeiter des Museums für Kunsthandwerk in Schloss Pillnitz, ab 1979 dort Kustos.  Er war u. a.  Autor der Zeitschrift Bildende Kunst und der Dresdener Kunstblätter.
1980 wurde er bei Hans-Joachim Mrusek an der Universität Halle zur Geschichte der Deutschen Werkstätten Hellerau promoviert. 1984 wurde er stellvertretender Direktor der Porzellansammlung in Dresden, von 1985 bis 1993 war er deren Direktor. Von 1993 bis 2002 war er künstlerischer Leiter der Sächsischen Porzellan-Manufaktur Dresden in Freital-Potschappel, ab 1997 auch Mitgesellschafter. Seit 2003 war er im Ruhestand.
1991 war er Mitgründer des Freundeskreises der Dresdner Porzellansammlung im Zwinger e. V. Gemeinsam mit Stefan Möbius, Angelika Krüger, Denise Sander und Olaf Stoy war er 2001 Gründungsmitglied des Dresdner Porzellankunst e. V.